# Subida pela frente

La subida pela frente ("montée par l'avant", en portugais), également appelée saída pela frente ("montée par l'avant"), est un mouvement de déplacement en capoeira qui consiste à faire un meio rolê en se tournant vers un côté (normalement ou en écartant les deux jambes en même temps), puis de revenir face à l'adversaire avec un pas en se tournant de l'autre (en appui sur la jambe qu'on vient de déplacer).
Cette technique peut servir à bloquer le déplacement de l'adversaire et peut être utilisée dans tout type de jeu.